# 坦帕山

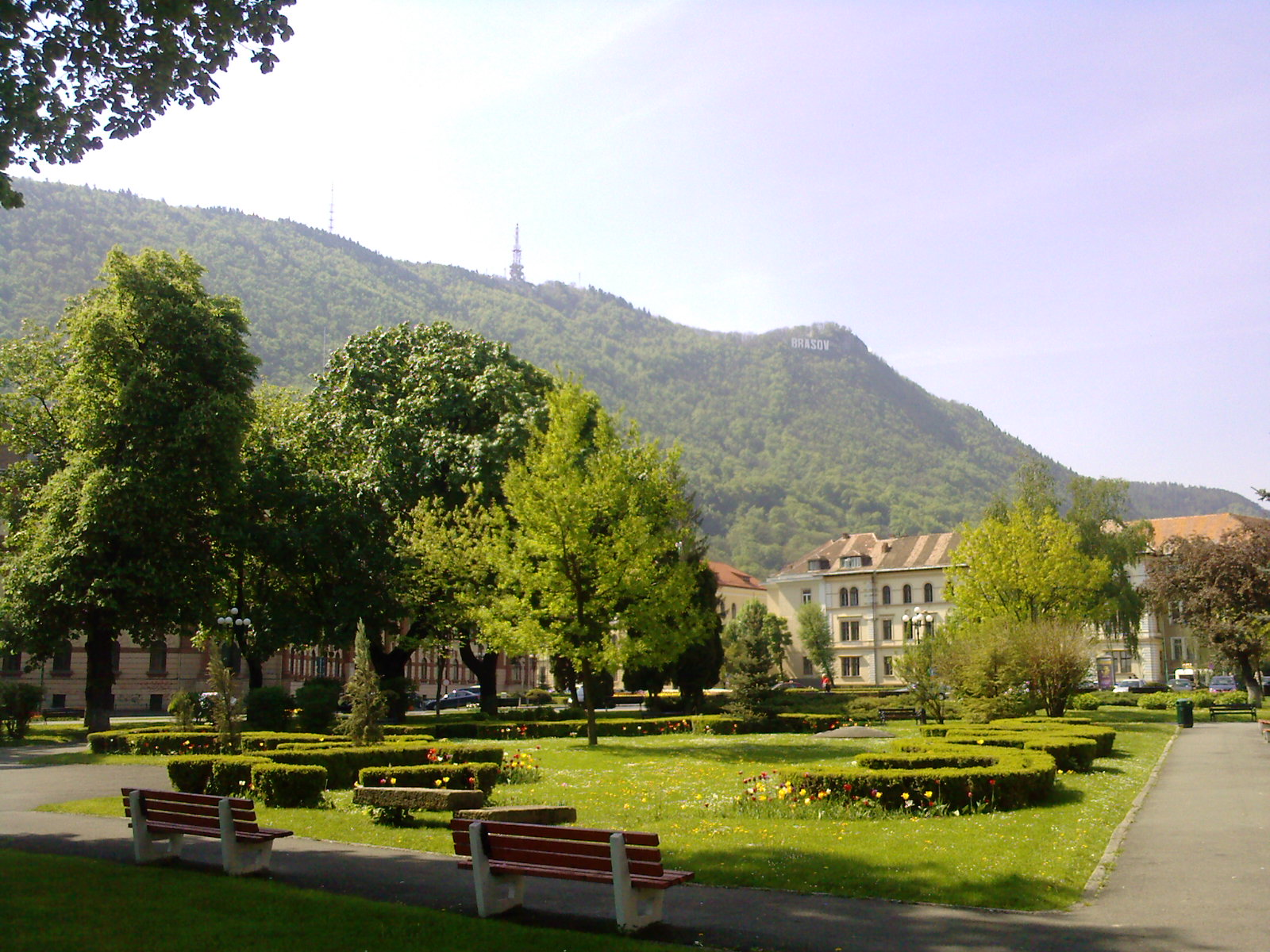

坦帕山（羅馬尼亞語：Tâmpa）是位於羅馬尼亞城市布拉索夫的一個山地。坦帕山地處東喀爾巴阡山脈南部，幾乎完全包圍布拉索夫，最高海拔960米，市區附近的山峰高400米。

## 外部連結
- "Tâmpa Mountain and Tiberiu Brediceanu Alley", at brasovtravelguide.ro
- （罗马尼亚文） "Muntele Tâmpa şi Simbolurile Sale", by Bogdan Florin Popovici
- （罗马尼亚文） "Troiţe dispărute", by Vasile Oltean
- （匈牙利文） About Tâmpa（页面存档备份，存于）
- （匈牙利文） Maps of Tâmpa（页面存档备份，存于）